# Kali (langue)
 (décembre 2020).
Si vous disposez d'ouvrages ou d'articles de référence ou si vous connaissez des sites web de qualité traitant du thème abordé ici, merci de compléter l'article en donnant les références utiles à sa vérifiabilité et en les liant à la section « Notes et références ».
Pour les articles homonymes, voir Kali (homonymie).
Le kali est une langue mbum en voie d'extinction, du Nord du Cameroun ou de la République centrafricaine.